# Lindome
Lindome är en ort i Lindome distrikt i Mölndals kommun, Västra Götalands län och kyrkbyn i Lindome socken i Halland, belägen 15 kilometer söder om Göteborg. Orten ingår i Göteborgs tätort. Lindome är beläget vid motorvägen E6/E20 och Västkustbanan. 

## Etymologi
Namnet Lindome kommer av orden Lyng (ljung) och efterleden av hem, (boplats, gård).

## Historia
På 1970-talet inleddes en utbyggnad till ett förortssamhälle. Ett centrum etablerades mellan kyrkan och stationen, innehållande bland annat affärer, bibliotek, högstadieskola och vårdcentral. Bostäder började byggas, i första hand som småhus/radhus vilket fortfarande präglar Lindomes bebyggelse. 

### Befolkningsutveckling
| Befolkningsutvecklingen i Lindome 1960–2016 | Befolkningsutvecklingen i Lindome 1960–2016 | Befolkningsutvecklingen i Lindome 1960–2016 | Befolkningsutvecklingen i Lindome 1960–2016 | Befolkningsutvecklingen i Lindome 1960–2016 |
| --- | ------------------------------------------- | ------------------------------------------- | ------------------------------------------- | ------------------------------------------- |
| |                                             |                                             |                                             |                                             |
| År |                                             |                                             | Folkmängd                                   | Areal (ha)                                  |
| 1960 | 1960                                        |                                             | 1 107                                       |                                             |
| 1965 | 1965                                        |                                             | 2 097                                       |                                             |
| 1970 | 1970                                        |                                             | 4 976                                       |                                             |
| 1975 | 1975                                        |                                             | 6 800                                       |                                             |
| 1980 | 1980                                        |                                             | 7 688                                       |                                             |
| 1990 | 1990                                        |                                             | 10 007                                      | 647                                         |
| 1995 | 1995                                        |                                             | 10 195                                      | 692                                         |
| 2000 | 2000                                        |                                             | 10 505                                      | 698                                         |
| 2005 | 2005                                        |                                             | 10 642                                      | 697                                         |
| 2010 | 2010                                        |                                             | 11 037                                      | 729                                         |
| 2016 | 2016                                        |                                             | 14 092                                      | ##                                          |
| Anm.: Namnändring 1965 från Annestorp till Lindome. Sammanvuxen med Göteborg 2015. ## Arean 31 december 2016, 2017 och 2018 fortsatt samma som avgränsades som tätort 2015. |                                             |                                             |                                             |                                             |

## Bebyggelse
Småhus och radhus präglar Lindomes bebyggelse. Lindome station invigdes 1992 då pendeltågstrafiken mellan Göteborg och Kungsbacka startade. Lindome kyrka ligger i orten.

## Näringsliv
Lindome har idag inga större industrier. I anslutning till Lindomeån låg tidigare August Werners textilfabrik. Från 1600-talet och in på 1900-talet hade Lindome socken en betydande möbeltillverkning och känd är bland annat Lindomestolen.

## Skolor
Skånhällaskolan är en grundskola för årskurs F-9 som ligger i västra Lindome. Skolan byggdes om och till 2008.
Almåsskolan är en skola med folkbibliotek och sporthall. Den byggdes 1971 och ligger i Lindome centrum med klasser från årskurs 4 till 9. I oktober 2018 invigdes Nya Almåshallen, en ny och större sporthall (med läktare och slöjdsalar).
Sinntorpsskolan som ligger i Lindomes östra del har idag byggts ut och är numera en grundskola för årskurserna F-9. År 2009 byggdes skolan om och till med bland annat ny gymnastiksal (22x16 meter). Den mindre och äldre gymnastiksalen är endast 16x10 meter. I början av 1800-talet låg Sinntorpsskolan på annan plats än idag. Platsen som skolan ligger på idag beslutades det om 1849. På Sinntorpsskolan finns fortfarande Lindomes äldsta skolbyggnad kvar. Den är byggd 1865. Tillbyggnader har gjorts vid flera tillfällen; åren 1903, 1955, 1976 och 1977.
Valåsskolan finns 600 meter norr om Lindome centrum. Den byggdes 1971 och är en grundskola för årskurserna F-3. År 2001 tillbyggdes skolans södra del med en anslutning till gymnastiksalen. År 2015 investerades 2 miljoner kronor i skolan för att minska energianvändningen.

## Idrott
I Lindome finns flera idrottsföreningar, i första hand inriktade på ungdomsidrott:
- Lindome TKD - Taekwando ITF
- Lindome BK - Skytte - deltagare i OS
- IK Uven - Orientering, löpning, skidåkning
- Lindome GIF - Fotboll
- Lindome GF - Gymnastik
- Lindome BK - Basket
- Lindome IBK - Innebandy
- Mölndals GK - Golf, belägen i Lindome
- Lindome Bouleklubb
- Lindome JK - Judo, belägen i Kållered
- Mölndals CK - Cykel, belägen i Lindome
- Lindome BTK - Bordtennis

Bröderna Gert och Göran Bjerendahl tillhörde under flera årtionden Sverigeeliten i bågskytte. Gert deltog i OS både 1984 och 1988 och blev som bäst åtta som del av det svenska laget 1988. Göran deltog i fyra OS – 1980, 1984, 1988 och 1996 – och blev som bäst sexa (individuellt 1984, i laget 1996).
Förutom sportklubbarna ovan finns flera mindre häststall, bland annat i Ranered (norr om Hällesåker) och Högsered (längst i väster).

## Kända personer med anknytning till Lindome
- Rune Andréasson, serietecknare (född)
- Arvid Annerås, folkpartistisk politiker (bosatt)
- Magnus Gustafsson, tennisspelare (bosatt)
- Mattias Göransson, journalist och publicist (uppvuxen i Lindome)
- Erica Johansson, friidrottare (tidigare bosatt)
- Jessica Liedberg, skådespelare (född)
- Lars Linderot, väckelsepredikant (bosatt/avliden)
- Rasmus Myrgren, seglare (född)
- Christian Olsson, friidrottare (bosatt)
- Magnus Petersson, bågskytt (tävlande)
- Astrid Pettersson, författare (bosatt/avliden)
- Per Planhammar, författare (uppvuxen i Lindome)
- Björn Runge, regissör (född)
- Tage Severin, skådespelare och sångare (född)
- Jerker Virdborg, författare (född)
- Gustaf Werner, affärsman och donator (företagare)
- Tony Haglund, musiker och tidigare medlem i Friends (bosatt)

## Bildgalleri

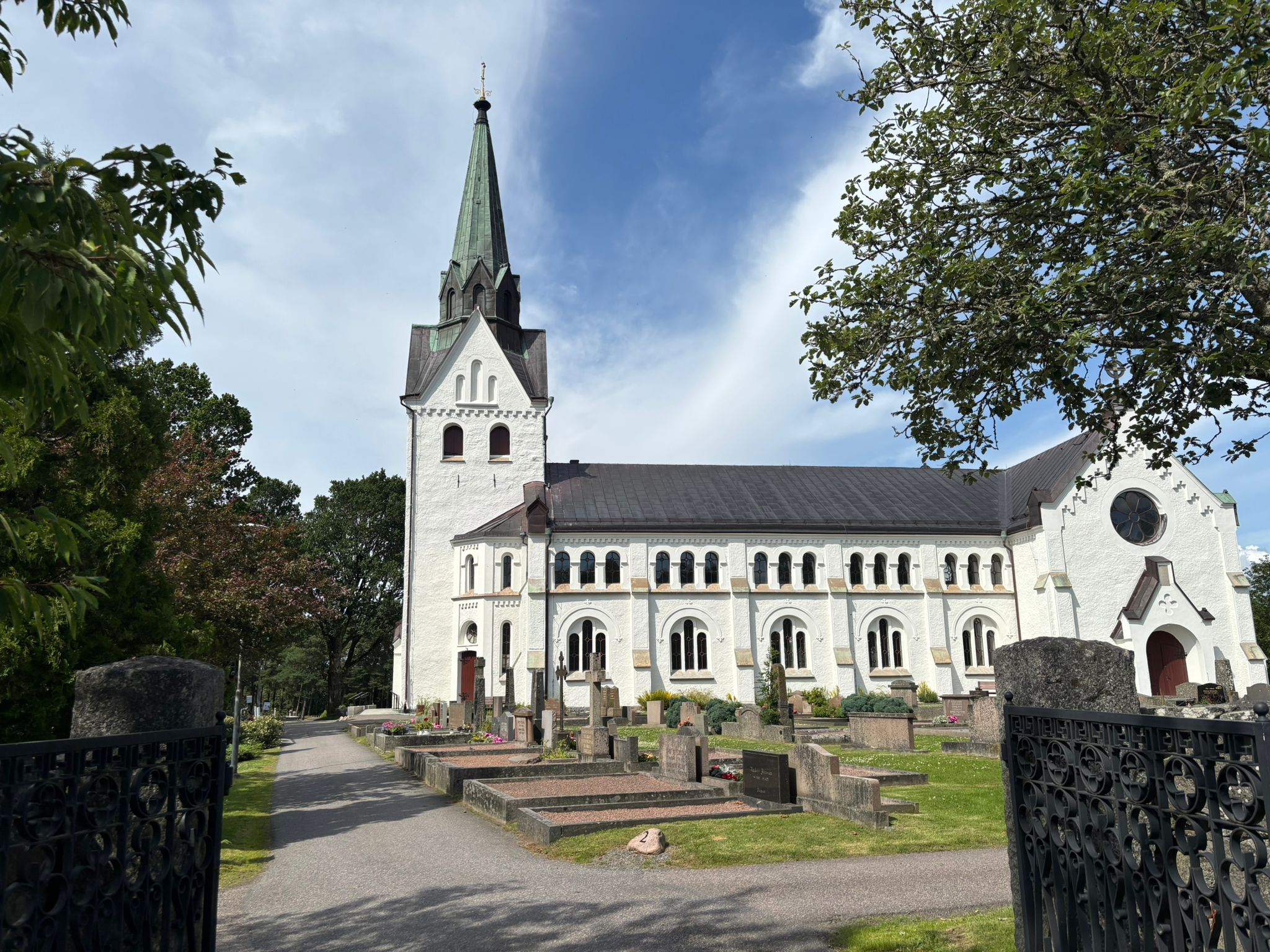
Lindome kyrka som ligger på en höjd med utsikt över hela samhället.
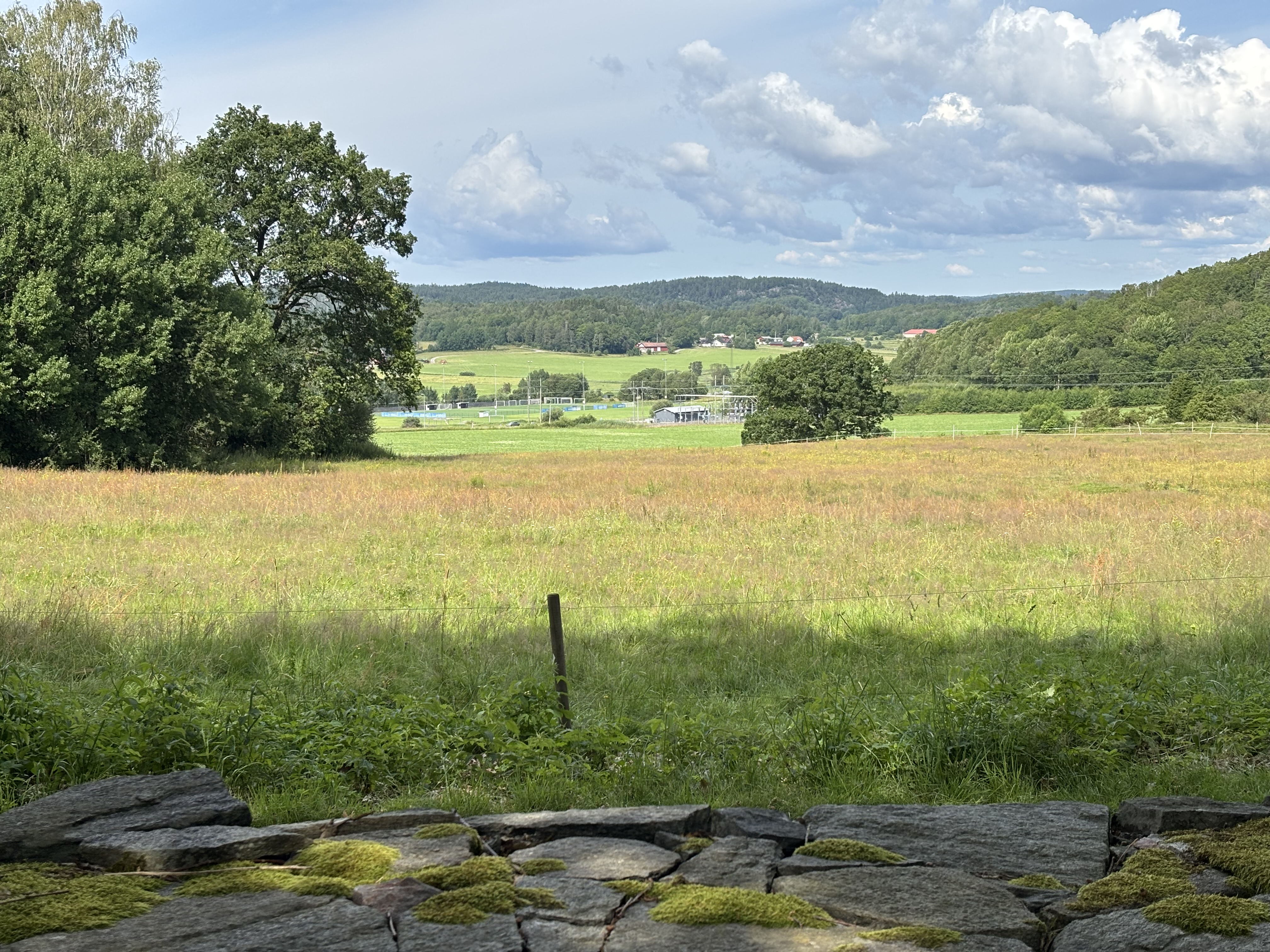
Utsikt från kyrkan.
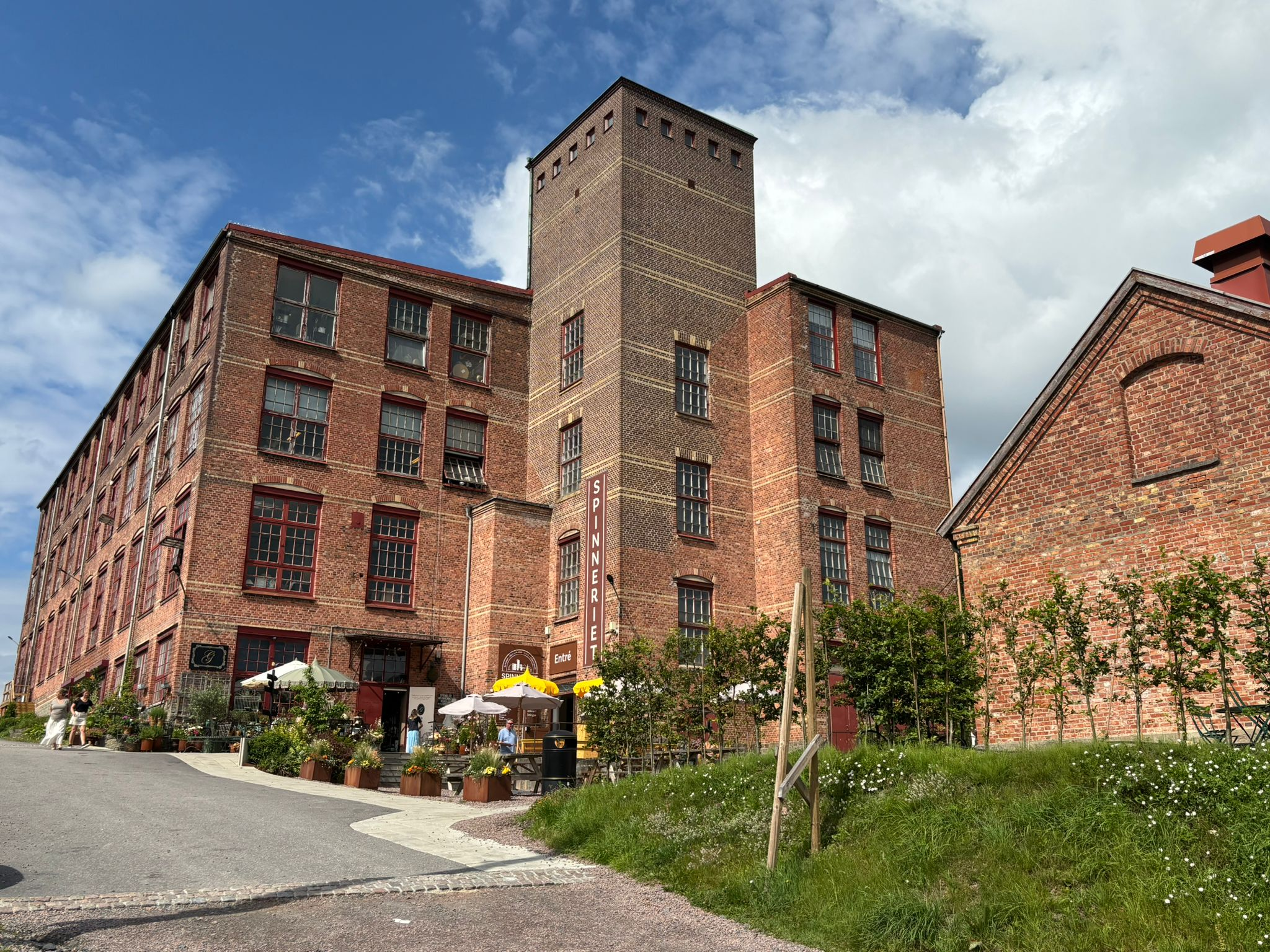
Spinneriet - populärt resmål i Lindome med affärer och restaurang. Vacker utsikt över omgivande landskap.
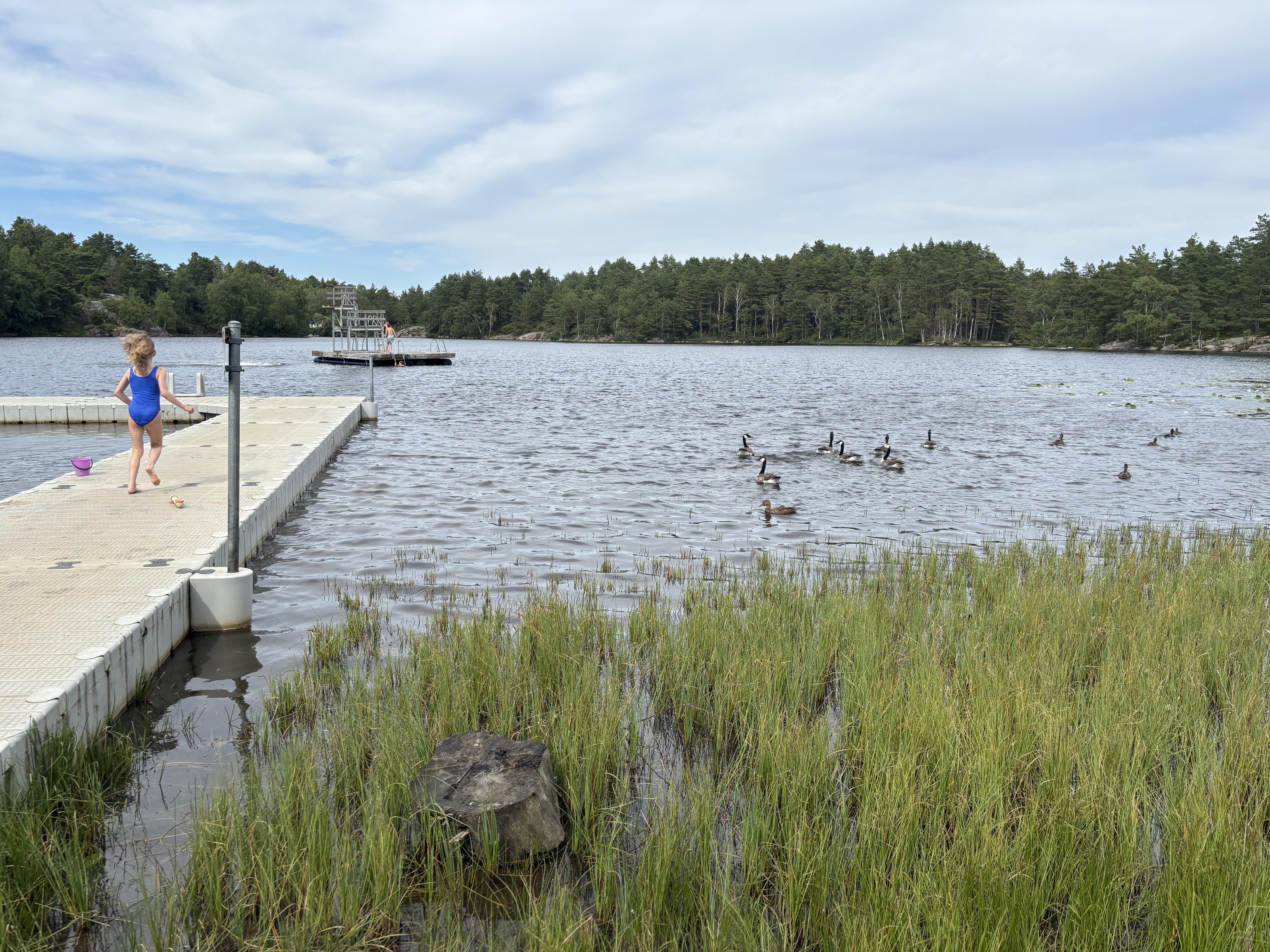
Barnsjön - en populär badsjö.
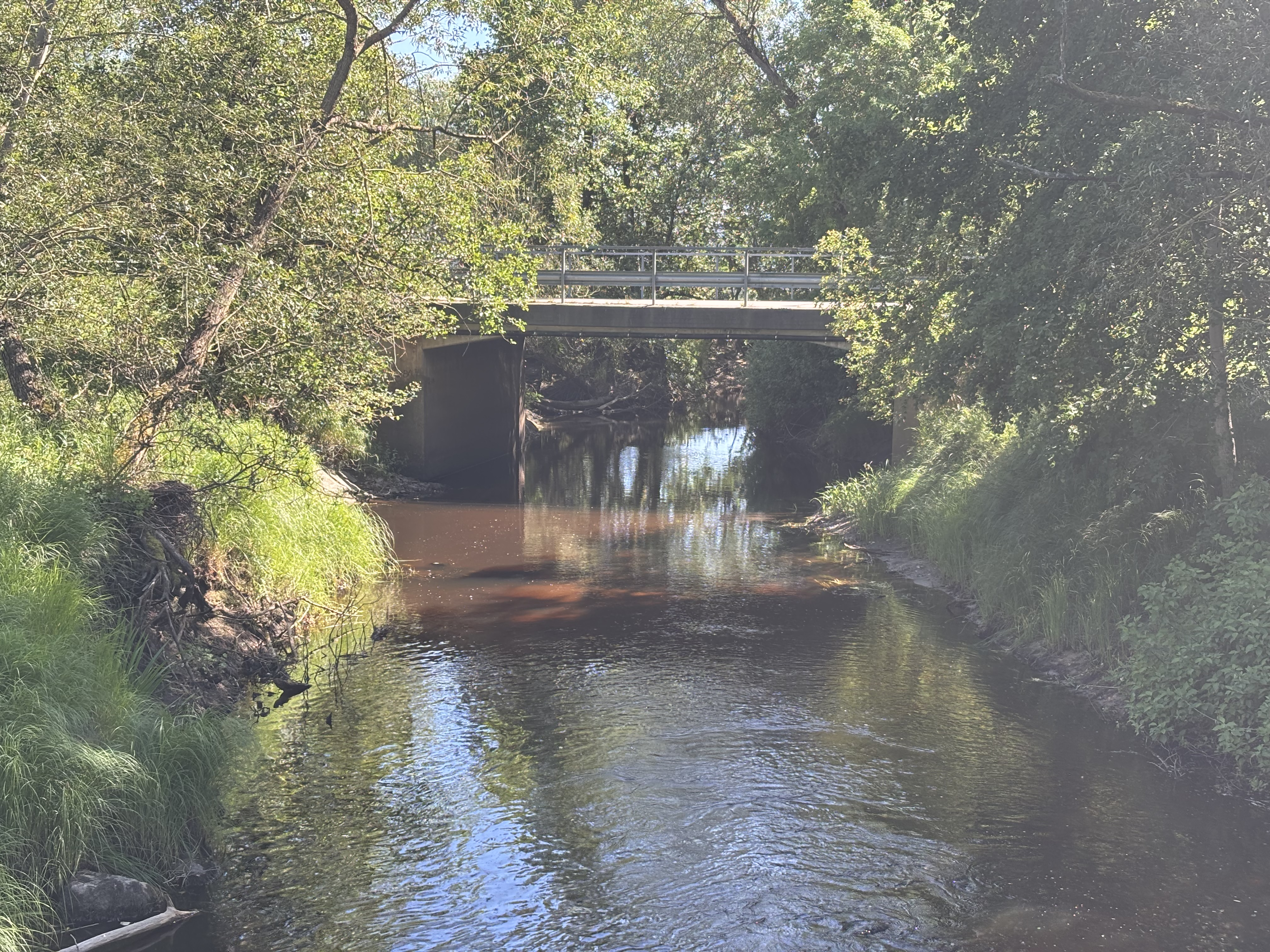
Bro över Lindomeån
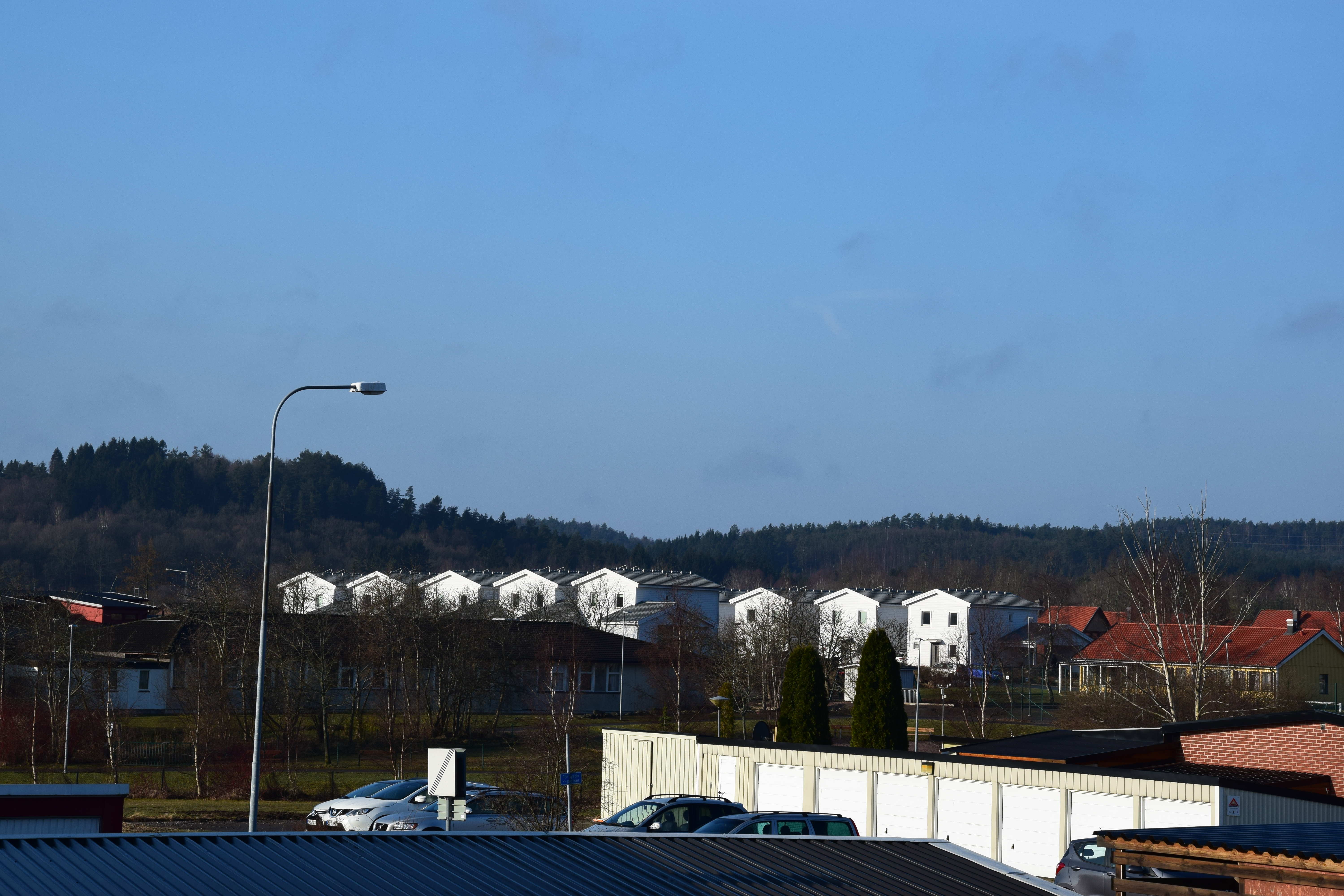
Nybyggda bostäder vid Skånhällaskolan sett från Holmåkravägen.
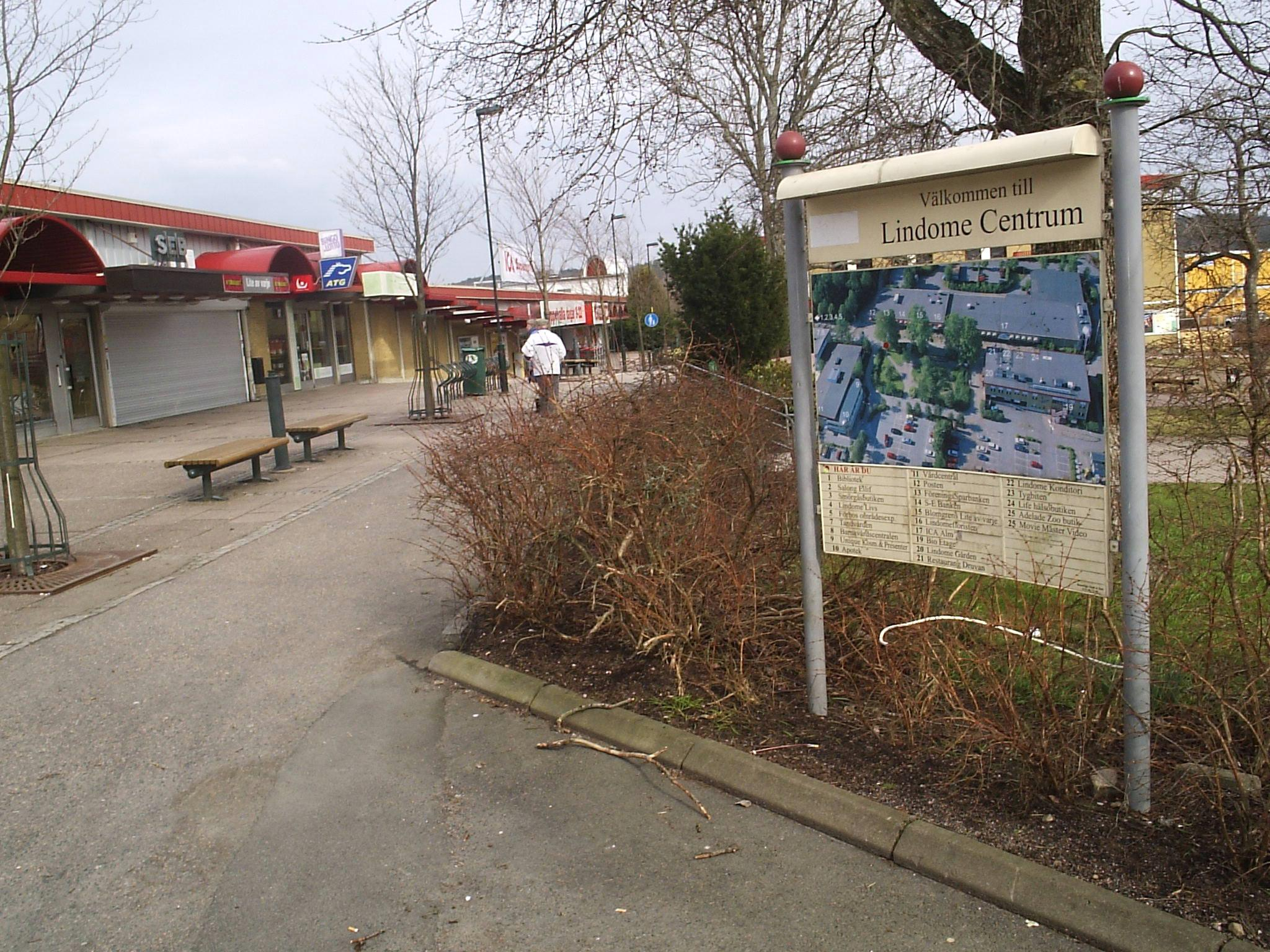
Lindome Centrum, ett lokalt köpcentrum som byggdes upp under 1970-talet.